# Sechmet

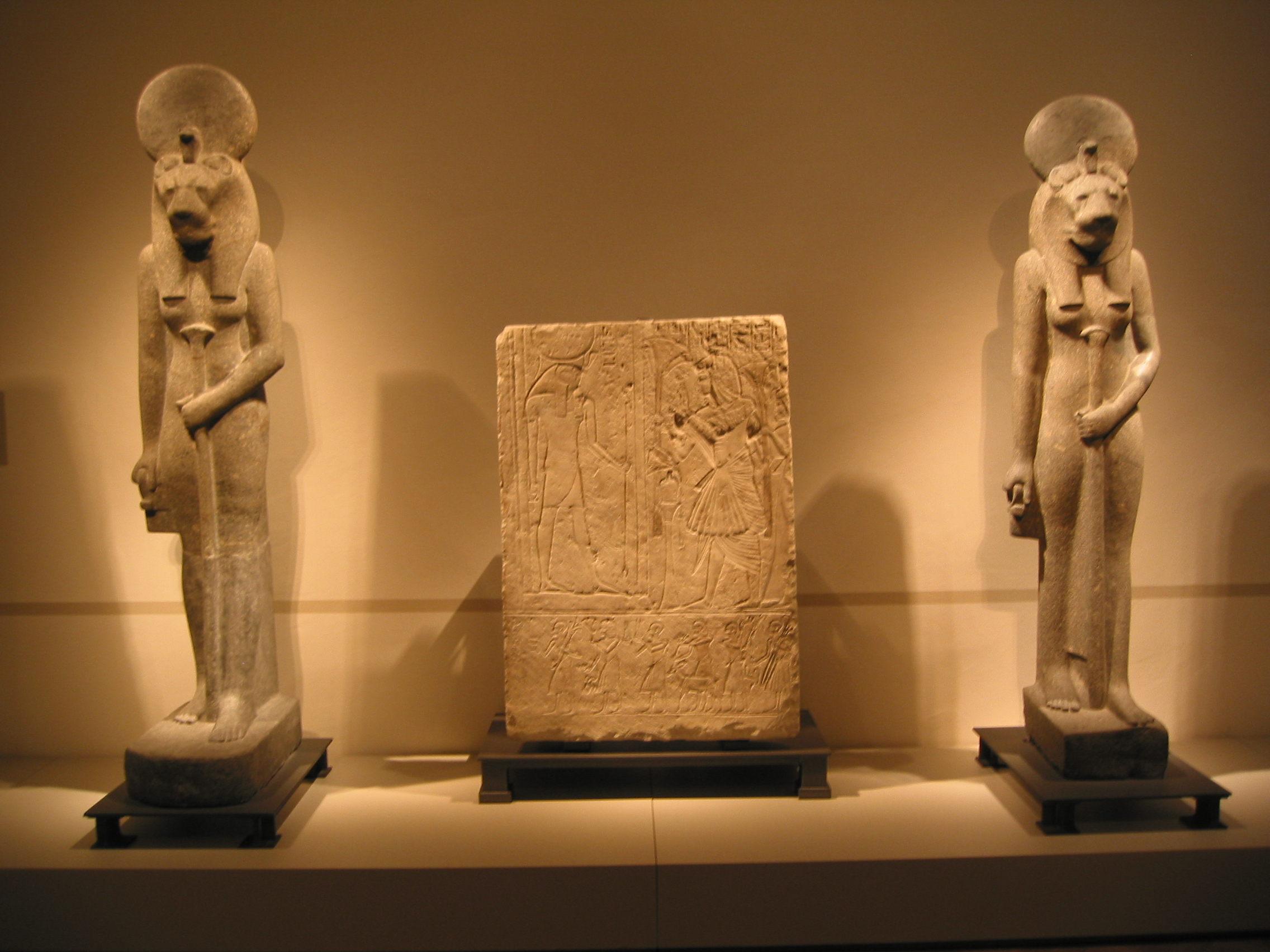
Dwa posągi stojącej Sechmet (Muzeum Egipskie w Berlinie)

Sechmet (Sachmet, Sachmis, Sekmet) – w mitologii egipskiej bogini wojny, zemsty i chorób, a także bogini opiekuńcza Dolnego Egiptu. 
W dosłownym tłumaczeniu jej imię znaczy "Mocarna". Początkowo prawdopodobnie była to lokalna (z miejscowości Rehes) bogini nomu leontopolitańskiego (Dolny Egipt). W Memfis była małżonką Ptaha i matką Nefertuma. Czczona też, wraz z Hathor i Mut, w Karnaku.
Przedstawiano ją jako stojącą lub siedzącą na tronie kobietę z głową lwicy. Nosiła na głowie dysk słoneczny, ozdobiony okazałym wężem ureuszem. Sechmet trzymała w ręce znak życia anch. Niekiedy na głowie bogini umieszczano koronę złożoną ze strusich piór i krowich rogów. Podkreślano w ten sposób jej utożsamienie z boginią Hathor, będącej Okiem Ra. Długa, sięgająca kostek, obcisła suknia bez rękawów, szeroki naszyjnik i bransolety to jedyne elementy stroju bogini.
Kapłani Sechmet tworzyli specjalne zrzeszenie uzdrowicieli, którzy za pomocą magii walczyli z chorobami.